# Miroslav Bažík
Miroslav Bažík (* 31. října 1967) je bývalý slovenský fotbalista, záložník.

## Fotbalová kariéra
V československé a slovenské lize hrál za Duklu Banská Bystrica. Nastoupil celkem ve 161 ligových utkáních a dal 19 gólů.

## Ligová bilance
| Ročník                                   | Zápasy | Góly | Klub                  |
| ---------------------------------------- | ------ | ---- | --------------------- |
| 1. československá fotbalová liga 1986/87 | 19     | 3    | Dukla Banská Bystrica |
| 1. československá fotbalová liga 1987/88 | 12     | 0    | Dukla Banská Bystrica |
| 1. československá fotbalová liga 1988/89 | 19     | 1    | Dukla Banská Bystrica |
| 1. československá fotbalová liga 1989/90 | 19     | 1    | Dukla Banská Bystrica |
| 1. československá fotbalová liga 1990/91 | 26     | 8    | Dukla Banská Bystrica |
| 1. československá fotbalová liga 1991/92 | 27     | 3    | Dukla Banská Bystrica |
| Mars superliga 1993/94                   | 29     | 3    | Dukla Banská Bystrica |
| Mars superliga 1994/95                   | 10     | 0    | Dukla Banská Bystrica |
| CELKEM                                   | 161    | 19   |                       |